# Sender Heiligenstock
Der Sender Heiligenstock war eine Sendeeinrichtung für Mittelwellenrundfunk des Hessischen Rundfunks und seiner Vorgängerorganisationen. Heiligenstock ist eine alte Flurbezeichnung auf dem Berger Rücken in Frankfurt am Main-Seckbach. Die Sendeanlage nahe der Friedberger Landstraße ging am 10. Juli 1926 mit einer Leistung von 1,5 kW in Betrieb und ersetzte einen seit dem 31. März 1924 genutzten 0,25-kW-Sender. 1932 wechselte der Sender, der bislang Frequenzen zwischen 700 und 770 kHz verwendet hatte, auf 1157 kHz (Wellentausch mit Leipzig) und wurde auf 17 kW verstärkt. Mit Inkrafttreten des Luzerner Wellenplanes 1934 wechselte der Sender auf 1195 kHz. Die Frequenz wurde im Gleichwellenbetrieb mit den Sendern Kassel, Koblenz, Trier sowie zeitweise Freiburg und Kaiserslautern betrieben.
In den 1930er Jahren wurde der Sender auf 25 kW verstärkt. Als Sendeturm fungierte ein 107 Meter hoher Holzturm, der bis 1934 in Mühlacker stand. 1938 wurde dieser Turm wegen Baufälligkeit abgetragen und durch einen neuen Holzturm gleicher Höhe ersetzt. Während dieser Arbeiten übernahm eine Behelfsantenne, welche zwischen 2 je 35 Meter hohen Holzmasten gespannt war, dessen Funktion. Kurz vor dem Anrücken der US-Armee wurde die Anlage am 25. März 1945 auf Befehl der Nationalsozialisten gesprengt. Die Behelfsantenne überstand den Zweiten Weltkrieg und wurde bis zur Errichtung eines neuen Sendemasten im Jahr 1947 benutzt. Dieser Sendemast war 122,5 Meter hoch und wurde oberhalb des in der Mastkonstruktion befindlichen Trennisolators in 82 Metern Höhe mit der Sendeenergie gespeist.
Bereits im April 1945 konnte der Sendebetrieb behelfsmäßig mit einem amerikanischen 1 kW-Sender wiederaufgenommen werden. Ab November 1945 wurde ein fahrbarer deutscher Sender mit einer Leistung von 20 kW eingesetzt. Am 23. August 1947 wurde der reguläre Sendebetrieb mit 60 kW wieder aufgenommen. Hierzu war ein 100 kW-Eisenbahnsender, der einzige dieser Art, am Standort Heiligenstock fest installiert worden.
Am 1. September 1949 musste der Hessische Rundfunk die Frequenz 1195 kHz an die Stimme Amerikas abgeben. Trotz einer Verstärkung auf 100 kW konnte mit der neuen Frequenz 1438 kHz Hessen nur unzureichend versorgt werden.
Mit Inkrafttreten des Kopenhagener Wellenplanes stand Frankfurt ganz ohne eigene Frequenz da. 1439 kHz konnte nur noch bis zur Inbetriebnahme des Senders Luxemburg II eingesetzt werden. Ab 1951 wurde als Sendeantenne eine Richtantenne, bestehend aus vier 121 Meter hohen Stahlfachwerkmasten, verwendet. Die vom Hessischen Rundfunk betriebene Anlage sendete auf der Frequenz 593 kHz. (Ab 1952 im Gleichwellenbetrieb mit dem Sender Hoher Meißner). Die Richtantenne ermöglichte es, die Frequenz bei Dunkelheit in Richtung der regulären Benutzer Sundsvall und Sofia II auszublenden.
Am 18. September 1967 wurde die Anlage durch den neuen Sender Weiskirchen ersetzt und die Einrichtungen später weitgehend demontiert. Teile des Geländes wurden aufgegeben. Sie gehören heute zu den Streuobstwiesen im Frankfurter Grüngürtel. Im Bereich der ehemaligen Sendemasten sind noch einige Fundamente aus Beton und Gebäudereste frei zugänglich. Die noch erhaltenen Gebäude an der Friedberger Landstraße nutzt der Hessische Rundfunk unter anderem als Gästeunterkünfte.
Parallel zum Mittelwellensender betrieb der Hessische Rundfunk von Ende 1947 bis 1954 am Standort Heiligenstock einen Kurzwellensender mit einer Sendeleistung von 1 kW auf der Frequenz 6190 kHz.
Für die Versorgung der amerikanischen Truppen nahm AFN Frankfurt am 1. Juni 1945 am Standort Heiligenstock einen weiteren Mittelwellensender in Betrieb. Dieser wurde von anfangs 1 kW etwa 1947 auf 10 kW verstärkt. Die Frequenz wurde etwa 1948 von 1411 kHz auf 601 kHz geändert, 1950 zunächst auf 593 kHz und schließlich 1951 auf 935 kHz. Im gleichen Jahr wurde er durch den Großsender Weißkirchen ersetzt.
Nordöstlich der Anlage befand sich von 1947 bis Mitte der 1980er Jahre der DENA-Sender der Deutschen Nachrichtenagentur. Anfang der 1990er Jahre wurde auf einem Teil dieses Geländes der Parkfriedhof Heiligenstock angelegt.